# Cmentarze przy ul. Lipowej w Lublinie

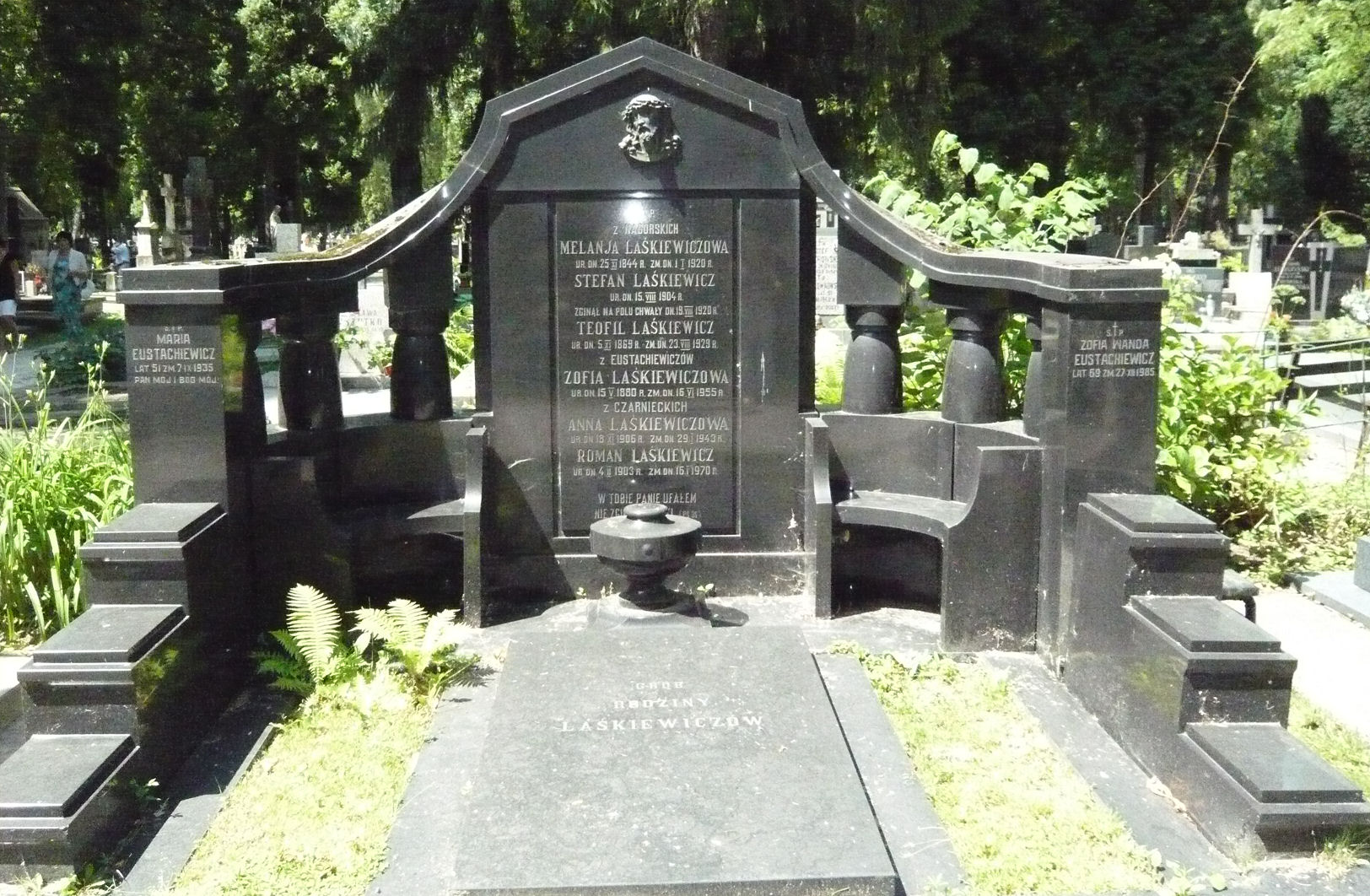
Grób rodziny Laśkiewiczów (m.in. Teofila Emeryka Laśkiewicza) na cmentarzu przy ul. Lipowej

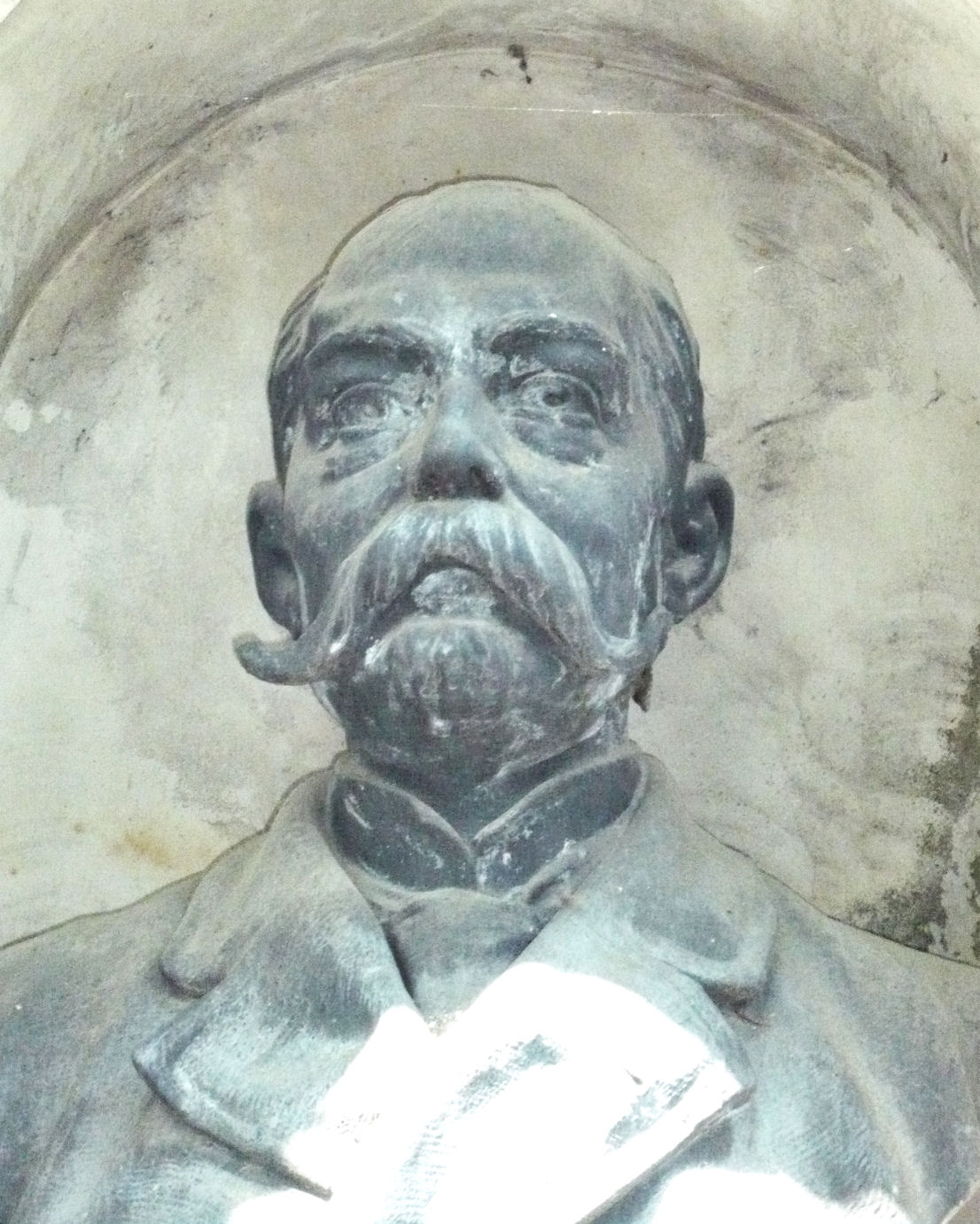
Klemens Junosza – popiersie z nagrobka na lubelskim cmentarzu

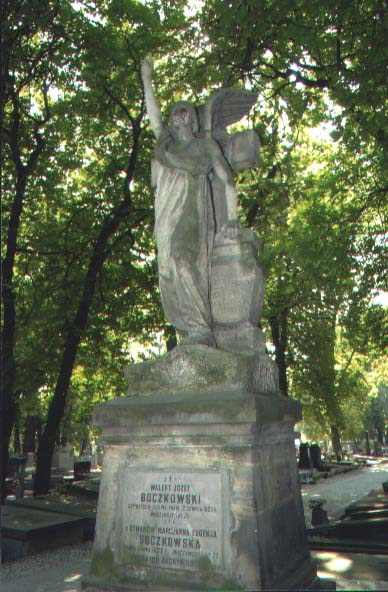
Nagrobek Rodziny Boczkowskich dłuta Antoniego Kurzawy

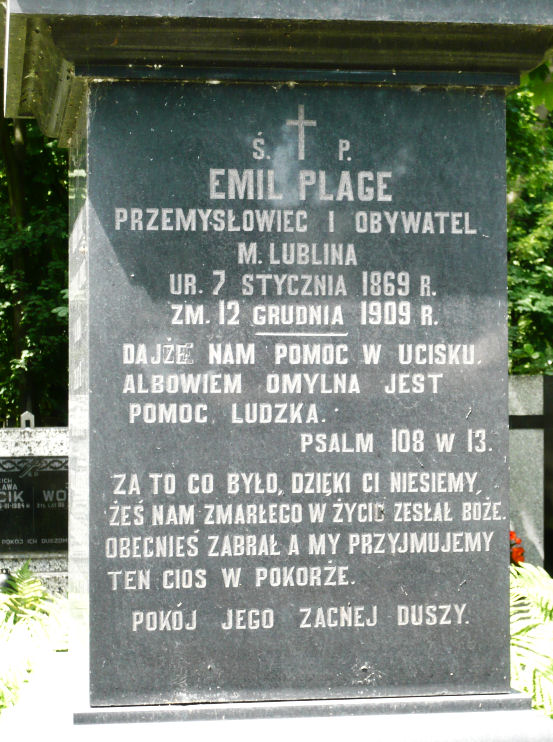
Grób Emila Plagego znajdujący się w ewangelickiej części cmentarza

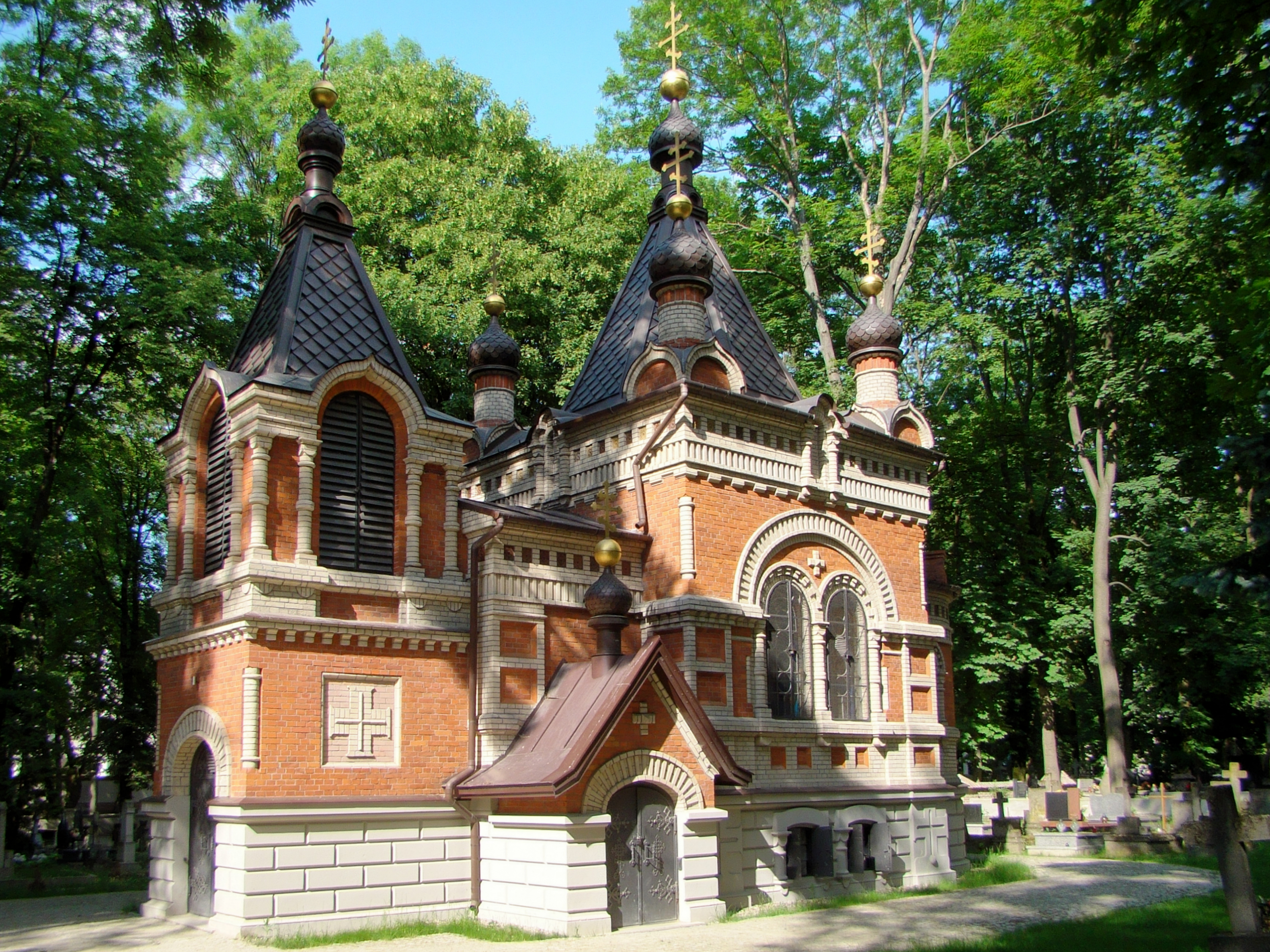
Cerkiew w prawosławnej części cmentarza

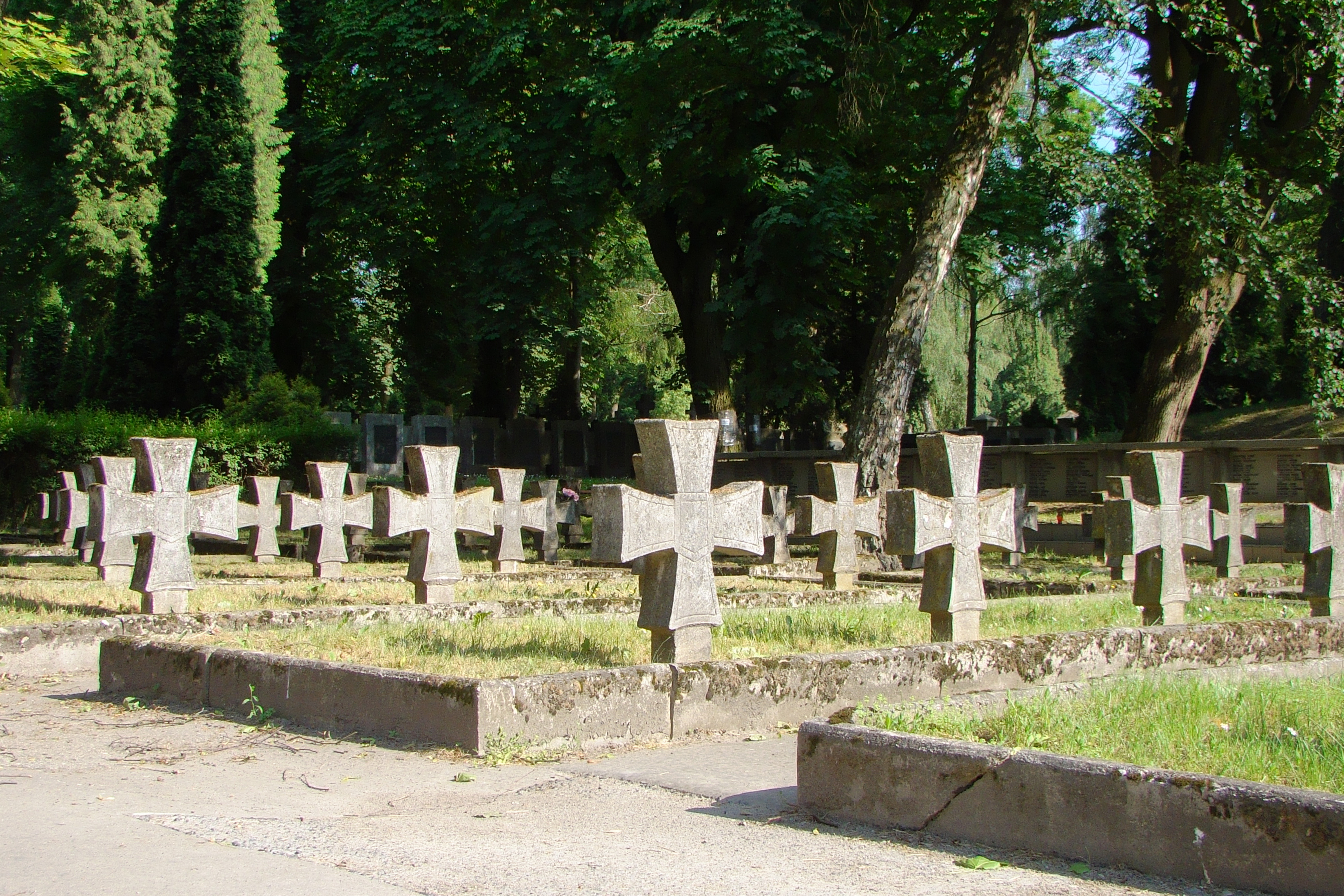
Cmentarz wojskowy

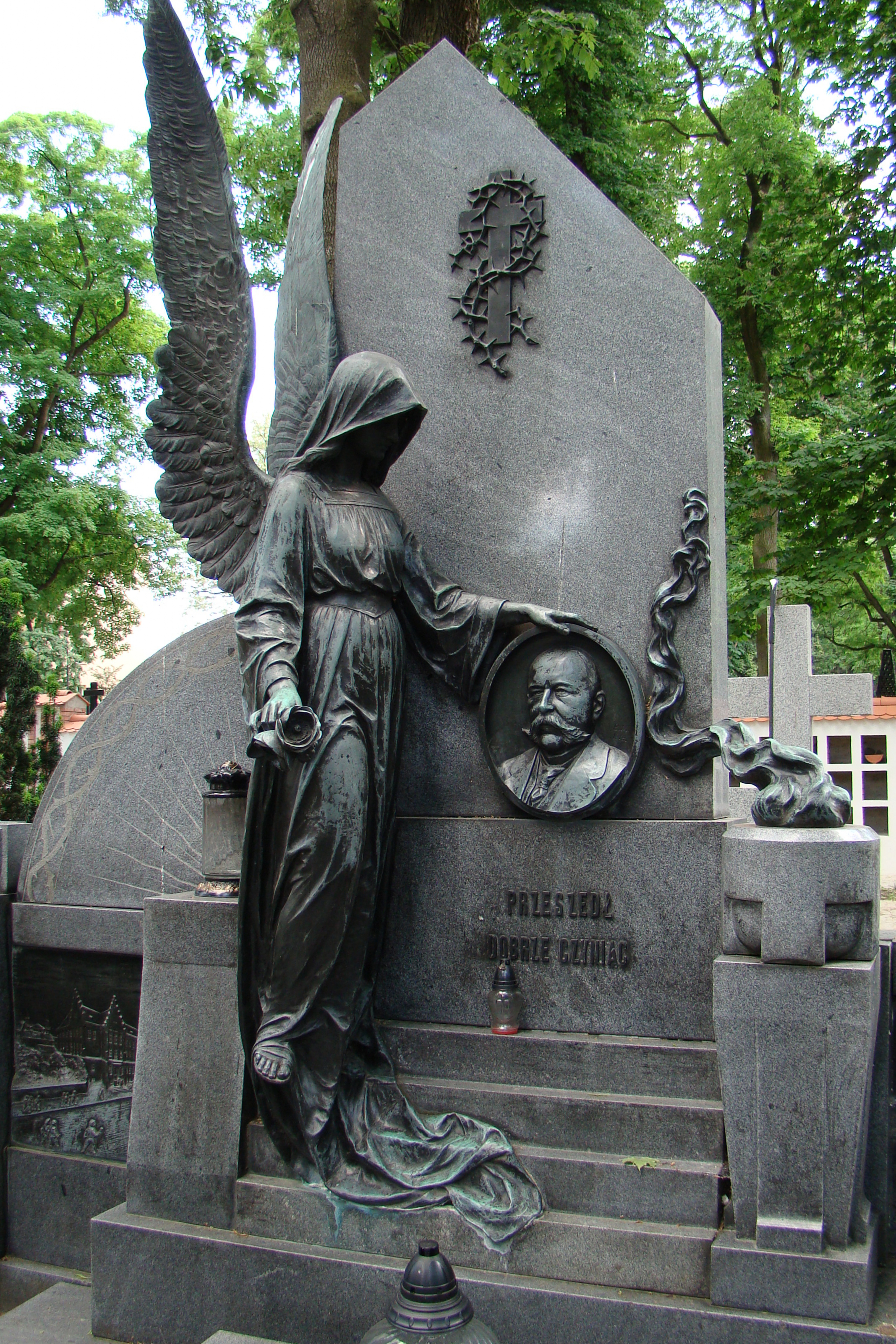
Grób Juliusza Vettera na cmentarzu ewangelicko-augsburskim

Cmentarze przy ul. Lipowej – znajdujący się przy ul. Lipowej
w Lublinie najstarszy i najbardziej znany zespół cmentarzy we wschodniej Polsce, w skład którego wchodzą:
- cmentarz rzymskokatolicki,
- cmentarz ewangelicko-augsburski,
- cmentarz prawosławny oraz
- cmentarz wojskowo-komunalny z główną bramą wejściową od ul. Białej.

Powstanie tego jednego z najcenniejszych cmentarzy w Polsce datowane jest na rok 1794. Ma on wielonarodowy i wielowyznaniowy charakter, można na nim zobaczyć wiele nagrobków będących cennymi dziełami sztuki rzeźbiarskiej. Na lubelskiej nekropolii spoczywają ludzie zasłużeni dla miasta czy kraju – m.in. ks. Piotr Ściegienny – zesłaniec i działacz chłopski. Cmentarz był również miejscem pochówku żołnierzy armii austro-węgierskiej z I wojny światowej; bojowników poległych w walkach z bolszewikami, a także żołnierzy AK i uczestników walk w 1939. Część północna cmentarza kryje w sobie cmentarz ewangelicki – spoczywają tam prochy m.in. zasłużonej dla Lublina rodziny Vetterów. W tej samej części znajduje się także cmentarz prawosławny z cerkwią pw. Świętych Niewiast Niosących Wonności.

## Historia
De facto do końca XVIII wieku w Lublinie nie było wydzielonego miejsca przeznaczonego na pochówek. Lublinianie w tym czasie byli chowani w kryptach kościelnych oraz na przykościelnych małych cmentarzach. Do dziś zachowały się szczątki takiego cmentarza znajdującego się obok kościoła Świętej Trójcy przy ulicy Ewangelickiej. Większość znajdujących się tam nagrobków pochodzi z początków XIX wieku.
Pozwolenie na otwarcie najstarszej części nekropolii, tj. cmentarza rzymskokatolickiego zostało wydane w 1794 przez biskupa chełmskiego i lubelskiego Wojciecha Skarszewskiego. Założono go na gruntach klasztoru Panien Brygidek Lubelskich, na tzw. Rurach. Mimo że idea otwarcia nekropolii położonej poza obrębem miasta była wynikiem realizacji zarządzenia władz austriackich zabraniającego grzebania zmarłych w kościołach i na cmentarzach przykościelnych, na niewielkim początkowo terenie nekropolii (1,68 ha) chowano początkowo tylko szczątki przenoszone z popadających w ruinę cmentarzyków śródmiejskich. Wraz z nimi przeniesiono tu kilkanaście pomników nagrobnych (kilka z nich zachowało się do dziś). Dopiero od jesieni 1811 datują się pierwsze regularne pochówki zmarłych, początkowo wolnomyślicieli (masonów), później zaś innych obywateli miasta. Cmentarz był ogrodzony i obsadzony lipami, stąd jego nazwa „Pod Lipkami” lub „Lipki”.
W najstarszej części cmentarza znajduje się około tysiąca grobów z XIX wieku, z których większość wymaga odnowienia. Zostały zbudowane przeważnie z nietrwałego piaskowca i wapienia. Obecnie wiele grobowców jest już opuszczonych.
W związku z zapełnianiem się jego przestrzeni grobami, władze kościelne i miejskie kilkakrotnie dokupowały ościenne tereny poszerzając go (m.in. w latach 1853, 1870, 1899 i przed II wojną światową). Około 1825 założono sąsiadującą z cmentarzem rzymskokatolickim część ewangelicko-augsburską, a po 1840 część grecko-unicką (obecnie znaną jako cmentarz prawosławny). W 1915 część cmentarza rzymskokatolickiego została wykorzystana przez władze austriackie jako miejsce pochówku żołnierzy i w następnych latach z części tej utworzono osobny cmentarz, zwany obecnie wojskowo-komunalnym. W wojskowej części cmentarza znajdują się też groby komunistów i działaczy PZPR. Na terenie zespołu cmentarzy przy ul. Lipowej w Lublinie znajdują się trzy kaplice: pw. Wszystkich Świętych w części rzymskokatolickiej, pw. Niewiast Niosących Wonności w części prawosławnej oraz kaplica na cmentarzu wojskowo-komunalnym. W 2005 w części ewangelicko-augsburskiej oddano do użytku pierwsze na Lubelszczyźnie kolumbarium.
W prawosławnej części nekropolii pochowani są żołnierze armii Ukraińskiej Republiki Ludowej atamana Semena Petlury, którzy w 1920 byli sojusznikami Polski w walce z bolszewikami. Po wojnie tej wielu z nich osiedliło się w Polsce, a przed drugą wojną światową stanowili w Lublinie aktywną kulturalnie mniejszość. Jako prawosławni chowani byli w wydzielonej części cmentarza. W ostatnich latach zaniedbana wcześniej ukraińska kwatera została uporządkowana – w maju 2001 odsłonięto tu pomnik ukraińskich żołnierzy. W 2016, z inicjatywy Związku Kozaków w Polsce, uroczyście pochowano na tej części cmentarza szczątki kozaków dońskich (poległych w walce z bolszewikami w 1920), spoczywające do tego czasu na prywatnej posesji w Peresołowicach koło Hrubieszowa.
W prawosławnej części cmentarza znajduje się blisko 500 nagrobków. W 2009 administrująca nekropolią parafia Przemienienia Pańskiego w Lublinie dostała zgodę urzędu miasta na prace. W ich ramach utwardzono aleje na cmentarzu, oczyszczono pomniki z XIX i XX wieku, wzmocniono je, zrekonstruowano rozbite nagrobki. W planach parafii znajduje się także budowa kolumbarium. Znajdzie się ono w zrekonstruowanym murze, który kiedyś oddzielał od siebie prawosławną i ewangelicką część nekropolii.
Cmentarze przy ul. Lipowej w Lublinie funkcjonują w świadomości lublinian jako jedna nekropolia. Są one miejscem pochówku osób zasłużonych oraz zwykłych obywateli miasta i regionu. Od 1985 nekropolia posiada status zabytku, zarówno ze względu na walory historyczne, jak i artystyczne. Znajdują się tu pomniki nagrobne wykonane przez tak znanych artystów jak Antoni Kurzawa, Bolesław Jeziorański, Konstanty Laszczka, Ludwik Pyrowicz, Bolesław Syrewicz, Hipolit Kasjan Marczewski, Leon Migalski, Adolf Saturnin Timme i inni. O objęcie opieką konserwatorską cmentarzy przy ul. Lipowej w Lublinie apelował w latach 1976 i 1981 na łamach Kameny historyk sztuki Michał Domański, który w swych artykułach dokonał pierwszego całościowego rozpoznania zabytkowych walorów rzeźby nagrobnej. W 1985 powstał Społeczny Komitet Odnowy Zabytków Lublina, przy którym dwa lata później powołano Komisję Ochrony Zabytków Cmentarnych. Od tego czasu członkowie i sympatycy urządzają doroczne kwesty, których celem jest odnowa i ratowanie zabytków cmentarnych.

## Pochowani na cmentarzu przy ul. Lipowej

### Część rzymskokatolicka
- Antoni Pieniążek
- Łucja Bałzukiewicz
- Jan Baranowski
- Maria Bechczyc-Rudnicka
- Konrad Bielski
- Mieczysław Biernacki
- Mieczysław Józef Biernacki
- Gabriel Brzęk
- Zdzisław Cackowski
- Gracjan Chmielewski
- Leon Frankowski
- Kazimierz Grześkowiak
- Zbigniew Hołda
- Kazimierz Jaczewski
- Stanisław Kamiński
- Mieczysław Albert Krąpiec
- Henryk Kukier
- Tadeusz Kwiatkowski-Cugow
- Romuald Lipko
- Teofil Laśkiewicz
- Józef Łobodowski
- Feliks Łodzia-Bieczyński
- Hieronim Łopaciński
- Józef Mazurkiewicz
- Jan Mincel
- Jan Ignacy Modrzewski
- Helena Pietraszkiewicz
- Dionizy Pietrusiński
- Henryk Raabe
- Idzi Radziszewski
- Izabella Sierakowska
- Wiesław Skrzydło
- Andrzej Skwarcz
- Adam Stanowski
- Elżbieta Starosławska
- Mieczysław Stelmasiak
- bp Henryk Strąkowski
- Klemens „Junosza” Szaniawski
- Józef Szymański
- Piotr Ściegienny
- Józef Tarłowski
- Stanisław Węglarz
- Henryk Wiercieński
- Kazimierz Wnorowski
- Edward Wojtas
- Henryk Woliński
- Stefan Wolski
- Adam Zajączkowski
- Stanisław Ziemecki
- Edward Zwolski
- Tadeusz Kazimierz Żuliński

### Część ewangelicko-augsburska
- Tadeusz Czajka
- Michał Domański
- Karol Jonscher
- Lesław Paga
- Emil Plage
- Edmund Prost
- Henryk Sachs
- Grzegorz Leopold Seidler
- Mikołaj Smoczyński
- Paweł Smoczyński
- Zygmunt Karol Stryjeński
- Karol Rudolf Vetter
- Witold Welcz

### Część prawosławna
- Jan Riabinin
- Jan Ziemski

### Część wojskowo-komunalna[a]
- Józef Czechowicz
- Stefan Chrzanowski
- Tadeusz Ciemochowski
- Kazimierz Tumidajski
- Hieronim Dekutowski ps. „Zapora” (mogiła symboliczna)
- Stanisław Szacoń ps. „Pałka”